# Gold Digger (настільна гра)
Gold Digger (також відома як Gold Rush та Goldrausch) — карткова гра, випущена у 1990 році компанією Hans im Glück. Вона є однією з перших опублікованих ігор відомого розробника ігор Райнер Кніціа. Правила гри, що використовують дві колоди звичайних гральних карт, були вперше опубліковані в його книзі New Tactical Games With Dice and Cards (укр. Нові тактичні ігри з кубиками та картами).

## Зміст гри
Gold Digger — це карткова гра, яка заснована на темі Каліфорнійська золота лихоманка.

## Оцінки гри
Марк Р. Грін оглядав Gold Rush для журналу Games International і дав їй оцінку 6 із 10. Він зазначив, що «Gold Rush — це гарна гра з певною напругою та простим прийняттям рішень.»
Гра була номінована на премію Deutscher Spiele Preis у 1990 році.